# Aletodon
Aletodon és un gènere de macroscelideus terrestres, actualment extints. El gènere va florir al voltant de 58,7 i 55,8 Ma. Va ser nadiu de Colorado, Wyoming i oest de Dakota del Nord.

## Taxonomia
Actualment hi ha quatre espècies reconegudes en aquest gènere:
- Aletodon conardae (Winterfeld, 1982)
- Aletodon gunnelli (Gingerich, 1977)
- Aletodon mellon (Van Valen, 1978)
- Aletodon quadravus (Gingerich, 1983)